# 水越幸一

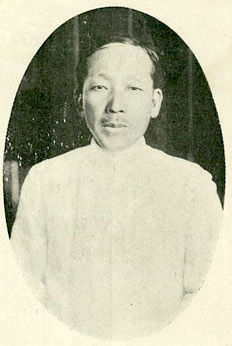
水越幸一

水越幸一（1879年6月6日—？），1913年東京帝國大學政治科畢業，並通過高等文官試驗合格，為昭和前期之台灣日治時期政府官員，他於1929年奉令接替生駒高常擔任台灣台中州知事。1931年1月，因任內發生霧社事件而去職以示負責。1935年選舉，成為官選台北市會議員，任期4年。1940年起擔任海南島軍政顧問。1941年成為臺北州州會議員。

## 個人生活
興趣為釣魚、園藝、網球與讀書。

## 榮銜
從四位勳四等瑞寶章

## 家庭
- 配偶－水越靜子（1892年生）
- 長子－水越幸夫（1917年生）
- 長女－水越邦子，臺北州立第二高等女學校畢業。

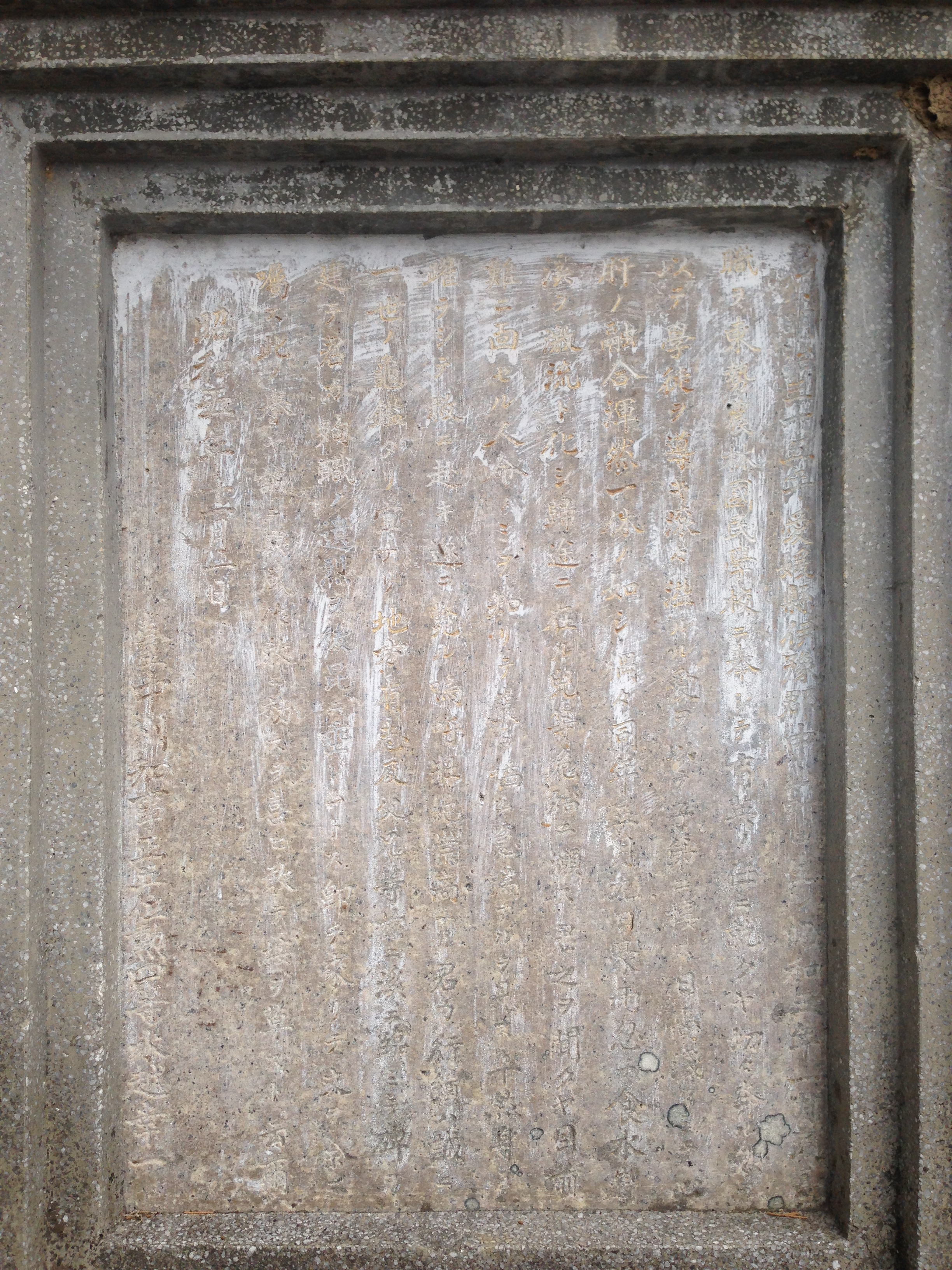
殉職山岡先生之碑文由水越幸一所寫。

- 二女－水越紀美子（1932年生）

| 前任： 生駒高常 | 台中州知事 1929年上任 | 繼任： 太田吾一 |